# 伊吹一 (脚本家)
伊吹 一（いぶき はじめ、1994年4月30日 - ）は、日本の脚本家。

## 経歴
山梨県出身、1994年生まれ。青山学院大学大学院法務研究科修了。
2019年、『はるしぐれ』で第13回南のシナリオ大賞大賞受賞。
2021年、『すりーばんと』（深澤伊吹己 名義）で第33回フジテレビヤングシナリオ大賞佳作受賞。

## 参加作品

### 映画
- 幻の蛍（2022年） - 脚本[5]
- 祝日（2024年） - 脚本[6]
- 矢野くんの普通の日々（2024年） - 共同脚本[7]

### テレビドラマ
- 元彼の遺言状（2022年、フジテレビ） - 脚本協力[8]
- 女神の教室～リーガル青春白書～（2023年、フジテレビ） - 脚本協力[9]
- マクラコトバ（第4話・第5話　2023年、CBCテレビ） - 脚本[10]
- 埼玉のホスト（全話　2023年、TBS） - 脚本[11][12]
- 僕たちの校内放送（第1話・第3話　2023年、フジテレビ 火曜ACTION！） - 脚本[13]
- この秋、僕は恋をした（全話　2023年、フジテレビ　2023JリーグYBCルヴァンカップ決勝直前SPドラマ） - 脚本[14]
- どうせ死ぬなら、パリで死のう。（2025年、NHK総合）- 脚本[15]

### 配信ドラマ
- ONE DAY～聖夜のから騒ぎ～　エピソード0（2023年、フジテレビ　TVer限定配信）- 脚本[16]

### 舞台
- 水星の一日（2023年、西村まさ彦主宰「演劇集団富山舞台」） - 脚本[17]

### ラジオドラマ・オーディオドラマ
- 西村まさ彦のドラマチックな課外授業（2020年 - 富山エフエム放送） - 脚本
- わたしが日野町に恋をした話（2021年、滋賀県日野町PRオーディオドラマ） - 脚本

### 構成
- YOSHIKI SUPERSTAR PROJECT X SEASON2（2024年、日本テレビ）- 構成

### Web動画
- メルセデス・ベンツWeb動画『ベルタ＆オスカー』（2020年） - 脚本
- ロジクール トラックボールマウスWebCM（2021年） - ストーリー

### PV・MV
- 日向坂46 山口陽世個人PV『ぱるよの星』（2021年） - ストーリー
- flumpool MV『君に届け(A Spring Breath ver.)』（2022年） - ストーリー
- flumpool MV『A Spring Breath』（2022年） - ストーリー
- HIROBA（水野良樹ソロプロジェクト） MV『ふたたび(with 大塚愛)』（2023年） - ストーリー

### エッセイ
- つくばみらい市 情報誌『未来新聞 vol.0』（2020年） - エッセイ
- be-topia『今週のことばたち』（2021年） - 連載エッセイ

### その他
- 映画『新青春』（2020年） - コピー
- 小説『Love Letters～100回継ぐこと～』作道雄（2023年） - 共同執筆[18]